# Гендерсон Тауншип (округ Гантінгдон, Пенсільванія)
Гендерсон Тауншип (англ. Henderson Township) — селище (англ. township) в США, в окрузі Гантінгдон штату Пенсільванія. Населення — 922 особи (2020).

## Демографія
Згідно з переписом 2010 року, у селищі мешкали 933 особи в 394 домогосподарствах у складі 283 родин. Було 544 помешкання
Расовий склад населення:
| - 99,1 % — білих - 0,3 % — чорних або афроамериканців |

До двох чи більше рас належало 0,4 %. Частка іспаномовних становила 0,4 % від усіх жителів.
За віковим діапазоном населення розподілялося таким чином: 19,0 % — особи молодші 18 років, 63,6 % — особи у віці 18—64 років, 17,4 % — особи у віці 65 років та старші. Медіана віку мешканця становила 48,2 року. На 100 осіб жіночої статі у селищі припадало 102,8 чоловіків;  на 100 жінок у віці від 18 років та старших — 102,1 чоловіків також старших 18 років.
Середній дохід на одне домашнє господарство  становив 51 408 доларів США (медіана — 43 750), а середній дохід на одну сім'ю — 61 544 долари (медіана — 53 438). Медіана доходів становила 42 273 долари для чоловіків та 38 750 доларів для жінок. За межею бідності перебувало 13,3 % осіб, у тому числі 11,0 % дітей у віці до 18 років та 7,7 % осіб у віці 65 років та старших.
Цивільне працевлаштоване населення становило 355 осіб. Основні галузі зайнятості: освіта, охорона здоров'я та соціальна допомога — 18,6 %, виробництво — 14,6 %, роздрібна торгівля — 13,2 %.